# Laliostominae
Sous-famille
Les Laliostominae sont une sous-famille d'amphibiens de la famille des Mantellidae.

## Répartition
Les espèces des deux genres de cette sous-famille sont endémiques de Madagascar.

## Description
Les membres de la famille des Laliostominae sont des grenouilles terrestres dont la ponte se fait en eau stagnante libre. Les deux se différencient par la présence (Aglyptodactylus) ou l'absence (Laliostoma) d'un élément intercalaire entre la dernière et l'avant-dernière phalange des doigts et orteils. En période de reproduction les mâles présentent des disques nuptiaux de couleur sombre mais sans glandes fémorales.

## Liste des genres
Selon Amphibian Species of the World (16 juin 2014) :
- Aglyptodactylus Boulenger, 1918
- Laliostoma Glaw, Vences & Böhme, 1998

## Publication originale
- Vences & Glaw, 2001 : When molecules claim for taxonomic changes: new proposals on the classification of Old World treefrogs. Spixiana, vol. 24, p. 85-92 (texte intégral).